# لوسيان غرانت بيري الأب (ضابط)
لوسيان غرانت بيري الأب هو ضابط برتبة عميد في جيش الولايات المتحدة خدم في ثلاث حروب. وُلد لوسيان في 29 نوفمبر عام 1863، وتُوفي في 31 ديسمبر عام 1937.

## حياته المُبكرة
وُلد لوسيان في 29 نوفمبر 1863 في كاتون بولاية نيويورك لصموئيل سبايسر بيري وأوليف إليزابيث. التحق بالأكاديمية العسكرية الأمريكية في ويست بوينت بولاية نيويورك في 1 يوليو عام 1882. [2] وتخرج في المرتبة التاسعة من أصل سبعة وسبعين في عام 1886.

## مهنته العسكرية
كُلف لوسيان في لواء المدفعية الرابع وخدم في فورت بريبل بولاية مين، وحصن سنيلنغ، وحصن ماكفيرسون بجورجيا. تخرج من مدرسة المدفعية في فورت مونرو في ولاية فرجينيا، وفي عام 1892 قضى أربع سنوات كمدرس في الأكاديمية العسكرية بالولايات المتحدة. وأُرسل في بعثة إلى بورتوريكو في عام 1898والتي أُرسلت إلى فورت سلوكم بنيويورك، وحصن روك برود ايلاند.
في عام 1900، كان ضمن البعثة المُرسلة للصين للإغاثة حيث كان قبطانًا، وتم إرساله إلى الفلبين. عند عودته إلى الولايات المتحدة، قاد بيري المدفعية الميدانية للبطارية رقم 21 في حصن شيريدان بإلينوي. ثم تم إرساله إلى فورت سيل بأوكلاهوما. وفي عام 1907، ترقّى إلى التخصص.
قاد كتيبة من لواء المدفعية الميدانية الثالثة في فورت سام بولاية تكساس لمدة ثلاث سنوات. وفي 11 مارس عام 1911، تمت ترقيته إلى رتبة مقدم والتحق بكلية الحرب العسكرية، وتخرج في عام 1912. ثم قاد لواء المدفعية الميدانية الثالثة في فورت دا روسل بوايومنغ حتى عام 1913 إلى أن ترقّى إلى رتبة عقيد وتسلّم قيادة لواء المدفعية بالجبل الرابع. قاد هذا اللواء إلى فيرا كروز بالمكسيك في عام 1914، ثم شارك في حملة بانشو فيا في عامي 1916 و1917. وفي 5 أغسطس 1917، تمت ترقيته إلى رتبة عميد وقاد المدفعية الميدانية الستين بلواء أوكلاهوما. وفي مايو 1918، قاد هذا اللواء إلى فرنسا وانضم إلى فرقة المشاة الخامسة والثلاثين في جبال الفوج. وكان رئيس قسم المدفعية في الفرقة الخامسة والثلاثين، كما دعم فرقة المشاة الأولى في المعركة. وعاد إلى الولايات المتحدة في أبريل 1919. وفي 5 يونيو عاد إلى رتبة العقيد الدائم. كما قاد لواء المدفعية الميدانية 78 ثم في وقت لاحق لواء المدفعية الميدانية السادسة حتى تقاعده في 19 يونيو 1921. وأثناء تقاعده، تمت ترقيته إلى رتبة عميد في عام 1930.

## فهارس
- Davis, Henry Blaine. Generals in Khaki. Raleigh, NC: Pentland Press, 1998. (ردمك 1571970886) 231779136

## روابط خارجية
- Lucien Grant Berry photograph collection at the U.S. Army Heritage and Education Center
- Lucien Grant Berry at مقبرة أرلينغتون الوطنية
- لوسيان غرانت بيري الأب (ضابط) على موقع فايند أغريف